# Uzunu, Giurgiu
Uzunu este un sat în comuna Călugăreni din județul Giurgiu, Muntenia, România. La recensământul din 2021, avea o populație de 1397 de locuitori.

### Etimologie
Numele acestuia este derivat din cuvântul otoman اوزون (uzun), care înseamnă ”lung”.

### Istorie
În vatra satului se află un tell necercetat arheologic, din perioada Neoliticului.